# ProCredit Bank
ProCredit Bank este un grup bancar format din bănci care oferă servicii bancare întreprinderilor mici și mijlocii și a clienților private banking.
Compania mamă a grupului este ProCredit Holding care deține următoarele companii:
- ProCredit Bank Albania
- ProCredit Bank Bosnia and Herzegovina
- ProCredit Bank Bulgaria
- ProCredit Bank Germany
- ProCredit Bank Ecuador
- ProCredit Bank Georgia
- ProCredit Bank Kosovo
- ProCredit Bank North Macedonia
- ProCredit Bank Moldova
- ProCredit Bank Romania
- ProCredit Bank Serbia
- ProCredit Bank Ukraine

## Proprietari
Acționariatul este un parteneriat public-privat, cei mai importanți proprietari fiind:
- Zeitinger Invest GmbH (18.3%)
- KfW (13.2%, banca germană de dezvoltare de stat)
- International Finance Corporation (membră a grupului Băncii Mondiale)
- Fundația olandeză DOEN (12.5%)
- Banca Europeană de Reconstrucție și Dezvoltare (8.7%)
- TIAA (8.6%)